# عبدالرحمن البرکه
عبدالرحمن البرکه (انگلیسی: Abdulrahman Al-Barakah؛ زادهٔ ۲۱ سپتامبر ۱۹۹۰) یک ورزشکار اهل عربستان سعودی است.
از باشگاه‌هایی که در آن بازی کرده‌است می‌توان به باشگاه فوتبال التعاون عربستان سعودی، باشگاه فوتبال الشباب عربستان سعودی، باشگاه فوتبال الشعله عربستان سعودی، و باشگاه فوتبال الرائد عربستان سعودی اشاره کرد.